# 盧氏 (元務光母)
元务光母卢氏（?—?），隋朝人物，出自范阳卢氏。
卢氏少年好读书，行动一定遵守礼节。盛年寡居，儿子幼弱，家中贫穷不能就学，卢氏经常亲自教授，以大义教导他们，世人因此称赞她。仁寿末年，汉王杨谅举兵造反，派遣将领綦良去山东攻略土地。綦良以元务光为记室。綦良兵败，慈州刺史上官政籍没元务光之家，见到卢氏，就喜欢她想要逼嫁，卢氏死也不肯。上官政为人凶悍，大怒，以蜡烛烧她的身子。卢氏更加坚强，始终也没屈服。

## 延伸阅读
[在维基数据编辑]
 《北史·卷091》，出自李延壽《北史》
 《隋書·卷80》，出自魏徵《隋书》